# Polyplectropus chapmani
Polyplectropus chapmani là một loài Trichoptera trong họ Polycentropodidae. Chúng phân bố ở miền Australasia.